# Claudio di Girolamo
Claudio di Girolamo Carlini (Roma, 31 de octubre de 1929-Vitacura, 22 de mayo de 2025) fue un artista y gestor cultural italo-chileno, cuya multifacética trayectoria abarcó la pintura, grabado, escultura, diseño, escenografía, cine, teatro y televisión. Su legado se inscribe profundamente en la vida cultural de Chile, país al que se trasladó y donde obtuvo la nacionalidad, desarrollando gran parte de su obra y labor pública. Fue padre de la actriz chilena Claudia di Girolamo.
Di Girolamo se desempeñó como jefe de la División de Cultura del Ministerio de Educación de Chile durante los gobiernos de Eduardo Frei Ruiz-Tagle y Ricardo Lagos, y en dos periodos bajo la presidencia de Michelle Bachelet. Posteriormente, ejerció como asesor cultural en el gobierno del presidente Gabriel Boric, consolidando su rol como figura clave en el diseño e implementación de políticas culturales en Chile.
En el ámbito artístico y mediático, fue director ejecutivo de la Corporación de Televisión de la Pontificia Universidad Católica de Chile entre 1969 y 1971, periodo en el que impulsó importantes innovaciones. Cofundador de Teatro Ictus y Taller Teatro Dos, dejó una huella significativa en las artes escénicas chilenas. En 1968, diseñó la icónica Gaviota, trofeo emblemático del Festival Internacional de la Canción de Viña del Mar, entregado desde su XX edición en 1969.
Como director y conductor de televisión, participó en programas culturales de Televisión Nacional de Chile (TVN) como La manivela, Ojo con el arte y Bellavista 0990, donde promovió el arte y la cultura de forma accesible e innovadora para el público chileno.
Fue reconocido con importantes distinciones tanto nacionales como internacionales, que reflejan la amplitud y profundidad de su legado cultural. En 2001, recibió la Orden al Mérito Docente y Cultural Gabriela Mistral, otorgada por el Gobierno de Chile, en reconocimiento a su extensa trayectoria y su invaluable aporte al desarrollo artístico del país. En 2016, fue distinguido con la Orden al Mérito Artístico y Cultural Pablo Neruda, uno de los máximos honores culturales del Estado chileno, por su contribución al enriquecimiento del patrimonio cultural nacional.
En el ámbito internacional, en 1983 fue condecorado por el Gobierno de Italia por su labor en el acercamiento cultural entre Chile e Italia, así como por su compromiso con la defensa de los Derechos humanos. En 2002, fue galardonado con el Lifetime Achievement Award en Coral Gables, Miami, premiando su vida entera dedicada al teatro y su destacada influencia en las artes escénicas a nivel internacional. En 2020, fue galardonado con el título Cavaliere dell'Ordine della Stella d'Italia por el reconocimiento de los méritos hacia la nación italiana en los campos del arte y la cultura.

## Biografía
Se educó en Roma, Italia en el Liceo Artistico Statale Mamiani y estudió escenografía en la Accademia di Belle Arti di Roma. Tras la Segunda Guerra Mundial, llegó a Chile a sus 19 años junto con su padre, el pintor Giulio di Girolamo y el resto de su familia.
Desarrolló en Chile una prolífica labor pictórica, trabajando en solitario y en conjunto con su padre y sus hijos, en diversos proyectos de pinturas religiosas murales para iglesias, escuelas y edificios públicos tanto en Santiago como en distintas ciudades del país.
En 1968, Carlos Ansaldo, fundador y en esa fecha director del Festival de la Canción de Viña del Mar, le encarga la creación del símbolo de dicho Festival al cumplirse su décima edición. De esa forma Di Girolamo diseña la "Gaviota de Plata" y desde el año 1969 se convierte en principal galardón del festival internacional.
Ha combinado sus conocimientos plásticos con el área de las artes dramáticas, como escenógrafo y director de teatro. Se le recuerda en el Teatro Ensayo de la Universidad Católica y como fundador del Teatro Ictus.
Entre otras de sus múltiples actividades, se ha desempeñado como arquitecto, publicista, académico, director de la Escuela de Cine de la Universidad Arcis, profesor de Realización Cinematográfica, asesor del Patronato del Festival Iberoamericano de Teatro de Cádiz, España entre los años 1994 y 1998 y conductor de los programa de televisión La Manivela y Bellavista 0990.
Guiado por su fe cristiana y su compromiso social, se ha interesado en forma entusiasta y creativa por acercar manifestaciones culturales a los sectores más desposeídos del país, actividades que lo llevaron a integrar el Consejo Nacional para la Superación de la Pobreza.
El gobierno chileno le concedió la nacionalidad por gracia en abril de 1997, mismo año en que asumió como Jefe de la División de Cultura del Ministerio de Educación de Chile siendo designado por el presidente Frei Ruiz Tagle. Luego en marzo del año 2000, el presidente Lagos lo confirma en el mismo cargo, ejerciendo hasta mediados del año 2003, en donde renuncia al Ministerio para volver a sus actividades profesionales en el campo del arte. En agosto de 2006 se reintegra al Ministerio de Educación como asesor cultural de la Ministra Yasna Provoste.
El año 2018, el Ministerio de las Culturas, las Artes y el Patrimonio publica un libro con reflexiones de la vida, carrera y trabajo pictórico de Claudio di Girolamo.
En mayo de 2023, Di Girolamo realizó una donación al Archivo de la Escena Teatral de la Escuela de Teatro de la Universidad Católica, que cuenta un archivo personal de cerca de 3 mil objetos de su trayectoria artística, que permiten reconstruir el arte y parte de la historia de la escena teatral chilena de los últimos setenta años.

“La identidad no se busca, se encuentra”
Claudio di Girolamo (mayo de 2002)  

“Sobre la muerte, estoy curioso por saber lo que hay allá”
Claudio di Girolamo (junio de 2023)  

## Obras pictóricas
Sus murales demuestran la influencia de la tradición pictórica europea y un afán por integrar la obra a los espacios arquitectónicos que decoran. Su trabajo demuestra su gran manejo del color, una inclinación por la síntesis formal y una manera escultórica en el tratamiento de las figuras, recurriendo muchas veces a soluciones propias de la abstracción cubista.

### Murales, mosaicos, pinturas, vitrales e ilustraciones
- Mural en el comedor del Hotel Pedro de Valdivia en 19569 Valdivia. Este mural fue destruido por él mismo, el 12 de enero de 2005, durante la demolición del Hotel.[37]
- Murales en la Iglesia de Santa Elena en 1956, Las Condes, Santiago[38]
- Murales del ábside, altar mayor “La Gloria de Don Bosco”, capillas y estaciones del Vía Crucis del Templo Nacional San Juan Bosco en 1961, La Cisterna, Santiago[39]
- Mural Estadio Regional de Antofagasta "Centenario del Primer Poblamiento de Antofagasta" en 1966. Antofagasta[40][41]
- Murales de la capilla del Colegio de la Santa Cruz, Loncoche
- Mural de la capilla del Instituto Alonso de Ercilla, Santiago
- Mosaico en el frontis de la Iglesia de Santa Marta, Ñuñoa, Santiago
- Murales en el Teologado Salesiano de Lo Cañas, La Florida, Santiago
- Vía Crucis. Capilla del Colegio de las Monjas Argentinas, Providencia, Santiago
- Panel mural alusivo al trabajo. Hospital del Trabajador, Providencia, Santiago
- Memorial del Detenido Desaparecido y del Ejecutado Político, Recoleta, Santiago.[42]
- Pinacoteca Universidad de Talca, Talca
- Museo de Artes y Artesanía de Linares, Linares
- Asociación Chilena de Seguridad, Capilla San Juan Evangelista y San Francisco de Asís del Hospital del Trabajador, Santiago. "Natividad", 1995, óleo sobre tela, 100 x 154 cm Curación de un Ciego, 1995, óleo sobre tela, 202 x 154 cm Pasión y Resurrección, 1995, óleo sobre tela, 156 x 125 cm.[43][44]
- Comedor Colegio Amalia Errázuriz, Ovalle
- Ábside de Parroquia de Parral, Parral
- Hotel Turismo, Valdivia
- Galería Imperio. Edificio demolido entre críticas en 2013, Santiago[45][46][47]
- Colegio Santa Cruz, Loncoche
- Hotel Turismo "Homenaje a la Minería", Copiapó[48]
- Liceo de Hombres, Puerto Montt
- Mural Colegio Sagrados Corazones, Santiago
- Mosaico y murales Iglesia de La Gratitud Nacional, Santiago
- Políptico con diez episodios de la vida de la Virgen María, de 8 × 2,8 m, para la capilla del nuevo Hospital del Trabajador de Concepción, dedicada a María, Madre de la Paz. Concepción
- En 2001, realiza una exposición en la Sala Matta del Museo Nacional de Bellas Artes, en la que exhibe un políptico de 9 × 2,5 m, con 18 escenas de la vida de Jesús, que lleva por título “La Buena Noticia de Nuestro Hermano y Señor Jesús”. Posteriormente, la Facultad de Teología de la Universidad Católica, lo adquiere para su nueva sede del Campus San Joaquín. Macul, Santiago
- En agosto de 2005 recibe el encargo de la Universidad de Talca para la confección de un políptico mural alegórico de la historia cultural de Chile, compuesto por 27 telas con un desarrollo total de cerca 70 m², destinado a la sala Emma Jausch de su Centro de Extensión, obra montada y entregada en agosto de 2006. Talca
- Mural Casa Central Universidad Católica Silva Henríquez “Un Mural para la Ciudad”, 2009, Santiago[49][50]
- Además, realiza varios cuadros de temas religiosos que se encuentran en diferentes Iglesias de Chile.[51]

### Diseño, arquitectura y objetos
- En 1968, diseña la "Gaviota de Plata" para el XX Festival de la Canción de Viña del Mar de 1969, la cual será entregada en todas sus versiones futuras.[9]
- Memorial Puente Bulnes, con el concepto de capilla abierta para Santiago en recuerdo de los fusilados y del sacerdote Joan Alsina.[52][53][54]
- Entre agosto y noviembre del año 2003, realiza cuatro pinturas y una escultura en bronce para el Seminario de los Padres Agustinos en Santiago.
- Desde septiembre de 2003, trabajó en el proyecto de la capilla del nuevo Hospital del Trabajador de Concepción, dedicada a María Madre de la Paz, que comprende diseño arquitectónico, pintura mural y esculturas en bronce.
- En junio de 2005, expone en el hall central del Museo Nacional de Bellas Artes, el “Proyecto Escala 1:1”, consistente en una maqueta, a escala natural, de la Capilla que se erigirá en el nuevo Hospital del Trabajador de Concepción, con todos los elementos artísticos que serán emplazados en su interior.
- En 2023, colabora junto con su hijo Francesco en el proyecto para el Campus San Joaquin de la "Plazoleta de la Paz". La obra conmemora la encíclica del papa Juan XXIII, Pacem in Terris.[55][56]
- Entre los 3500 documentos de su donación de mayo de 2023 para el "Archivo de la Escena Teatral" de la Escuela de Teatro UC, se encuentran numerosos bocetos de diseño teatral, entre muchos otros registros.[57]

## Obras audiovisuales
El trabajo audiovisual de Claudio di Girolamo tiene un estilo documental y también de ficción, que está inspirado en el neorrealismo italiano.

### Escenografía, teatro y enseñanza
- En 1951 ingresa como escenógrafo, al Teatro de Ensayo de la Universidad Católica de Chile, diseñando numerosas escenografías y dictando talleres de diseño teatral.
- Al poco tiempo, en 1957, se integra al recién fundado Teatro ICTUS. Allí se dedica a la escenografía, dirección teatral y escritura dramática durante 30 años, trabajando en más de 30 montajes.
- En 1986 se retira del grupo ICTUS y forma el Taller teatro dos, junto a los actores Mauricio Pesutic, Rodolfo Bravo y Roberto Poblete. Pone en escena dos obras y participa con ellas en varios Festivales Internacionales y en giras por América Latina, Estados Unidos y Europa.
- En 1988, dirige la obra Ulf del dramaturgo argentino Juan Carlos Gené, en el Teatro San Martín, que recibe el premio de mejor montaje del mismo año.
- En 1993, es nominado en el Premio APES en la categoría “Mejor Dramaturgo” por su obra Un poco de todo.
- Ha realizado, en varias ocasiones, Talleres de Dirección Teatral, Energía del actor y Espacio Escénico, en Chile, Colombia, Uruguay, España y Brasil.
- Desde 1994 a 1997, Profesor Titular del Taller de Espacio Escénico en la Escuela de Teatro de la Universidad ARCIS.
- En 1995, dirige el examen de título del 4° año de la Escuela de Teatro de la Universidad ARCIS, poniendo en escena su última obra Desencuentros semifinales en seis juegos

### Cine y televisión
- En 1969, se desempeña como Director Ejecutivo del Canal 13, cargo que ocupó hasta 1971.
- De 1969 a 1975, trabaja como coautor y codirector del programa de humor "La manivela" producido por Ictus en varios Canales de TV de Chile.
- De 1978 a 1986 realiza varias producciones audiovisuales para la “Televisión Alternativa” en la Productora Ictus TV, entre las que destacan el documental Andrés de La Victoria y dos argumentales: el mediometraje El 18 de los García y el largometraje Sexto A 1965. Este último es seleccionado y se exhibe en el primer festival F.I.P.A. de Festival de Cannes en 1987.[59]
- Posteriormente, en 1990, con el Taller Teatro Dos, realiza el largometraje argumental Dos mujeres de la ciudad, que se estrena al público en el Cine El Biógrafo, además de varios documentales.
- Entre 1990 y 1991, en TVN, integra el equipo del Programa Cultural Ojo con el arte, conducido por Nemesio Antúnez, en calidad de co-conductor.
- En 1992, 1993 y 1996, se desempeñó como conductor del programa cultural Bellavista 0990, de TVN.
- En 1993, es encargado, por la Universidad ARCIS de crear la Escuela de Cine de dicha Casa de Estudios, siendo la primera Escuela de Cine Universitaria, después de la vuelta de la democracia, y es nombrado como su primer Director. Se desempeña en ese cargo y dicta cursos y talleres de Realización Cinematográfica hasta su retiro temporal, en 1998, al ser nombrado por el Presidente Frei Ruiz Tagle como Jefe de la División de Cultura del Ministerio de Educación.

### Dramaturgia
| Obras en el Teatro ICTUS | Obras en el Teatro ICTUS               | Obras en el Teatro ICTUS | Obras en el Teatro ICTUS |
| Año                      | Título                                 | Director                 | Escenógrafo              |
| ------------------------ | -------------------------------------- | ------------------------ | ------------------------ |
| 1961                     | El cepillo de dientes                  |                          |                          |
| 1961                     | Un hombre llamado Isla                 |                          |                          |
| 1967                     | La fiaca                               |                          |                          |
| 1970                     | Todo en el jardín                      |                          |                          |
| 1972                     | Tres noches de un sábado               |                          |                          |
| 1979                     | Lindo país de esquina con vista al mar |                          |                          |
| 1980                     | El mar estaba serena                   |                          |                          |
| 1982                     | Sueños de mala muerte                  |                          |                          |
| 1983                     | Primavera con esquina rota             |                          |                          |

### Películas
| Filmes | Filmes                                  | Filmes | Filmes   | Filmes    | Filmes     | Filmes     |
| Año    | Título                                  | Actor  | Director | Guionista | Montajista | Fotografía |
| ------ | --------------------------------------- | ------ | -------- | --------- | ---------- | ---------- |
| 1958   | La caleta olvidada                      |        |          |           |            |            |
| 1978   | Horacio corazón de chileno              |        |          |           |            |            |
| 1980   | Vivienda y familia popular (Documental) |        |          |           |            |            |
| 1982   | Una encuesta (Documental)               |        |          |           |            |            |
| 1983   | El 18 de los García                     |        |          |           |            |            |
| 1985   | Andrés de La Victoria (Documental)      |        |          |           |            |            |
| 1985   | Sexto A 1965                            |        |          |           |            |            |
| 1990   | Dos mujeres en la ciudad                |        |          |           |            |            |

## Reconocimientos
- En 1983, es condecorado por el Gobierno Italiano por su aporte al acercamiento cultural entre Chile e Italia y su compromiso con la defensa de los Derechos Humanos.
- En 1986, recibe el Premio Ollantay, otorgado por el Centro Latinoamericano de Creación e Investigación Teatral (CELCIT) en la categoría “Hombre de Teatro”, por su aporte a la pedagogía y a la creación en el teatro en Latinoamérica.
- En abril de 1997, el presidente Eduardo Frei Ruiz Tagle le otorga la nacionalidad chilena por gracia.
- En agosto del 2001, el presidente Ricardo Lagos le otorga la condecoración de Gran Oficial de la Orden al Mérito Docente y Cultural Gabriela Mistral por su aporte al arte y la cultura nacional por más de cincuenta años de actividad artística en diferentes disciplinas.[11][62]
- En agosto del 2001, recibe la Medalla de Santiago, otorgada por la Municipalidad de Santiago por sus 50 años de constante labor artística.
- En mayo de 2002, recibe el “Lifetime Achievement Award” en Coral Gables, Florida, por su vida dedicada al teatro.
- En mayo de 2004, recibe el Premio Unión Latina, otorgado por primera vez en el Día Internacional de la Latinidad, por su trayectoria artística y su aporte al acercamiento cultural de los pueblos Latinoamericanos.
- En 2014, recibe el Premio Municipal de Artes, Gestión y Patrimonio de la Ilustre Municipalidad de Santiago.
- En abril de 2016, recibe la Orden al Mérito Artístico y Cultural Pablo Neruda, otorgada por la Presidenta de la República de Chile, Michelle Bachelet.
- En 2018, homenaje por el Festival de Cine Polo Sur Latinoamericano en la Región de Magallanes y de la Antártica Chilena.
- En 2020, recibió el grado Cavaliere dell'Ordine della Stella d'Italia.[13]
- En 2021, recibe el Premio 100 Líderes Mayores de la Fundación Conecta Mayor.[63][64]

## Literatura y medios
- Guzmán, Delfina; Sharim, Nissim; Di Girolamo, Claudio. (1979) Ictus: Creación colectiva. CAL. Santiago. La Coordinación. Número 1, (junio 1979), páginas 16-19. Disponible en Memoria Chilena, Biblioteca Nacional de Chile https://www.memoriachilena.gob.cl/602/w3-article-83034.html. en línea.
- Di Girolamo, Claudio. (2003) Estado y proyección de la gestión cultural en Chile. MGC / Revista de Gestión Cultural. Núm. 1, año 2003. Escuela de Postgrado de la Facultad de Artes de la Universidad de Chile. en líneaPDF. [65]
- Consejo Nacional de las Culturas y las Artes. (2015) El (f)actor invisible: Estética cotidiana y cultura visual en espacios escolares. Prólogo por Claudio di Girólamo[66][67]ISBN 978-956-352-125-2
- Consejo Nacional de las Culturas y las Artes y Di Girolamo, Claudio (2017-12) La escuela en entredicho: Conversaciones con Claudio di Girolamo en línea PDF. Consejo Nacional de las Culturas y las Artes. Disponible en: http://repositorio.cultura.gob.cl/handle/123456789/4293 .[68]ISBN 978-956-352-261-7
- Seguel Gutiérrez, Pablo (2019) Derechos humanos y patrimonio: Historias/Memorias de la represión (para)estatal en Chile. Colección Cultura y Patrimonio, Volumen I. Servicio Nacional del Patrimonio Cultural, Santiago en línea Págs.127, 202, 210, 212, 216, 271. Disponible en: www.investigacion.patrimoniocultural.gob.cl ISBN 978-956-244-451-4
- Di Girolamo Quesney, Francesco (2021) CDG7O: Claudio di Girolamo. Setenta años de arte religioso. Ediciones UC, Santiago, 236 págs. Reseña por Pedro Celedón. .
- Humanitas (2022): Miradas al momento Católico actual. Revista HUMANITAS N.º 100 año XXVII, Pontificia Universidad Católica de Chile. Obra pictórica entre las páginas 287-341.[69]
- Midia, Museo de la Memoria y los Derechos Humanos (2009) Proyecto 100 Entrevistas: Entrevista a Claudio Di Girolamo. Colección Videos/DVDs. [70][71][72]